# Bijstand in de Liefde
Bijstand in de Liefde was een Nederlands televisieprogramma op Talpa.
In dit televisieprogramma kregen alleenstaande vrouwen die het druk hadden met onder andere kinderen op voeden, werken en het huishouden de kans om een tijdje in de watten gelegd te worden en op zoek te gaan naar een nieuwe man.